# Madhouse (attractie)
Een madhouse of draaiend huis is een attractietype, waarin de illusie wordt gewekt dat men over de kop gaat.

## Geschiedenis
Rond 1955 werd de eerste Haunted Swing gebouwd, de voorloper van het madhouse. De attractie was vrij simpel en vrijwel niet gethematiseerd en bood plaats aan slechts enkele personen. Deze attracties waren voornamelijk te vinden op kermissen, maar ook het Belgische pretpark Bobbejaanland had er een.
De huidige versie van het madhouse is ontwikkeld door de Efteling en Vekoma. Zij kwamen op het idee om de trommel in een vast gebouw te zetten, zodat toeschouwers van de buitenkant niet kunnen zien dat de trommel beweegt. In 1996 werd er één gebouwd in de Efteling, namelijk Villa Volta. Tegelijkertijd werd The Haunting in Drayton Manor, Groot-Brittannië, gebouwd, een kleinere variant. Sindsdien zijn vele parken gevolgd. Vrijwel alle madhouses hebben één of meer voorshows, omdat er vaak een verhaal bij de attracties hoort. De meeste madhouses hebben een capaciteit van 40 tot 80 personen.

## Werking
Het hoofddeel van de attractie bestaat uit een trommel en daarbinnen een schommelbank waarop de bezoekers zitten. De binnenzijde van de trommel wordt meestal gedecoreerd als kamer. De trommel kan helemaal om zijn as draaien en de bank kan in de trommel heen en weer schommelen. Het geheel bevindt zich in een gebouw, zodat de draaiende trommel van buitenaf niet te zien is. Doordat de bank zich in de trommel bevindt lijkt het alsof de bank over de kop gaat op het moment dat de trommel eromheen gaat draaien. In werkelijkheid zwaait de bank ongeveer 30 graden uit, waardoor het gevoel van het draaien erg versterkt wordt. Men krijgt immers het 'vreemde gevoel in de buik', zoals ook bij een schommelschip of achtbaan.